# Аюпов Тимур Ансарович
Тимур Ансарович Аюпов (рос. Тимур Ансарович Аюпов, нар. 26 липня 1993, Москва, Росія) — російський футболіст, центральний півзахисник клубу «Оренбург».

## Ігрова кар'єра

### Клубна
Тимур Аюпов починав займатися футболом у московському клубі ФШМ. Пізніше він перейшов до футбольної академії казанського «Рубіна». З 2013 року футболіста почали залучати до тренувань першого складу. Але в основі Аюпов так і не зіграв, весь час виуступаючи за дублюючий склад «Рубіна».
Не маючи змоги пробитися до основи, Аюпов у 2016 році перейшов до складу «Нижнього Новгорода», з яким грав у турнірі ФНЛ. Влітку 2019 року як вільний агент Тимур Аюпов підписав контракт на три роки з клубом «Оренбург».

## Досягнення
Оренбург
- Срібний призер ФНЛ: 2020/21
- Бронзовий призер ФНЛ: 2021/22

## Приватне життя
Тимур є сином Ансара Аюпова - колишнього російського футболіста, відомого за виступами у московському «Динамо» та нідерландському «Твенте».